# Ambassade d'Algérie en Hongrie
L'ambassade d'Algérie en Hongrie est la représentation diplomatique de l'Algérie en Hongrie, qui se trouve à Budapest, la capitale du pays.

## Histoire
Ambassadeurs d'Algérie en Hongrie
• Abdelhafid ALAHOUM